# Wayne Allwine
Wayne Anthony Allwine (Glendale, 7 febbraio 1947 – Los Angeles, 18 maggio 2009) è stato un doppiatore, effettista e disegnatore statunitense.

## Biografia
Wayne Allwine nasce a Glendale il 7 febbraio 1947.
Ha eseguito il suo primo doppiaggio a 36 anni, dando la voce a Topolino in Canto di Natale di Topolino; ha doppiato lo stesso personaggio in tutte le sue apparizioni fino alla morte.
Si è sposato quattro volte: prima dal 1968 al 1973 con Alyson Page da cui ha avuto un figlio; poi dal 1975 al 1986 con Karla Marie Carlsen da cui ha avuto due figli; dal 1986 al 1990 con Kim Knowlton con cui ha avuto un figlio; infine nel 1997 ha sposato Russi Taylor, con la quale è rimasto fino alla morte. Hanno lavorato spesso insieme poiché sua moglie era la doppiatrice di Minni.
Muore il 18 maggio 2009 a Los Angeles a 62 anni a causa di complicazioni dovute dal diabete.

## Doppiaggio
- Canto di Natale di Topolino (1983)
- Basil l'investigatopo (1986)
- Chi ha incastrato Roger Rabbit (1988)
- Il principe e il povero (1990)
- In viaggio con Pippo (1995)
- Topolino e il cervello in fuga (1995)
- Topolino e la magia del Natale (1999)
- Fantasia 2000 (1999)
- Mickey Mouse Works - serie TV, 25 episodi (2000)
- Il bianco Natale di Topolino - È festa in casa Disney (2001)
- House of Mouse - Il Topoclub - serie TV, 52 episodi (2001-2003)
- Topolino & i cattivi Disney (2002)
- Kingdom Hearts - videogioco (2002)
- Il re leone 3 - Hakuna Matata (2004)
- Topolino, Paperino, Pippo: I tre moschettieri (2004)
- Topolino strepitoso Natale! (2004)
- Kingdom Hearts 2 - videogioco (2005)
- La casa di Topolino - serie TV, 98 episodi (2006-2009)
- Kingdom Hearts Re:Chain of Memories - videogioco (2007)
- Kingdom Hearts 358/2 Days - videogioco (2009)